# مارتین زاویا
مارتین زاویا (آلمانی: Martin Zawieja؛ زادهٔ ۳۱ ژانویهٔ ۱۹۶۳) وزنه‌بردار اهل آلمان بود.
وی در مسابقات کشوری و بین‌المللی در مجموع برندهٔ ۱ مدال برنز شده‌است.